# Martin Ball
Martin Ball (Royal Tunbridge Wells, 10 ottobre 1964) è un attore britannico, attivo in campo televisivo e teatrale.

## Biografia
Noto soprattutto come interprete teatrale e cantante di musical, Martin Ball ha recitato di frequente sulle scene del West End londinesi. Nel 2005 ha recitato in Mamma Mia!, mentre l'anno successivo ha recitato nella prima londinese del musical Wicked nel ruolo del dottor Dillamond, che è tornato ad interpretare nel 2016 in occasione del decimo anniversario dello show. Tra il 2008 e il 2009 invece ha recitato nella tournée di Mary Poppins. Tra il 2009 e il 2011 ha interpretato Thénardier nel musical Les Misérables al Queen's Theatre di Londra e tra il 2018 e il 2019 ha ricoperto nuovamente la parte nella tournée britannica e irlandese del musical. Tra il 2011 e il 2013 ha recitato nel musical Top Hat a Londra e in tour, mentre tra il 2013 al 2015 è rimasto nel cast di The Phantom of the Opera all'Her Majesty's Theatre nel ruolo di Monsieur André.

## Filmografia parziale

### Cinema
- Uragano (Flood), regia di Tony Mitchell (2007)
- Doomsday - Il giorno del giudizio (Doomsday), regia di Neil Marshall (2008)

### Televisione
- Casualty – serie TV, 8 episodi (1993-1994)
- Metropolitan Police – serie TV, 3 episodi (1995-2001)
- Doctors – serie TV, 6 episodi (2004-2016)
- The Thick of It – serie TV, 1 episodio (2005)
- Doctor Who – serie TV, 1 episodio (2008)
- Holby City – serie TV, 1 episodio (2016)